# Pseudocamelina
Pseudocamelina är ett släkte av korsblommiga växter. Pseudocamelina ingår i familjen korsblommiga växter.
Kladogram enligt Catalogue of Life:
| Pseudocamelina | \| \| Pseudocamelina aphragmodes \| \| \| \| \| \| Pseudocamelina campylocarpa \| \| \| \| \| \| Pseudocamelina glaucophylla \| \| \| \| |
|                | \| \| Pseudocamelina aphragmodes \| \| \| \| \| \| Pseudocamelina campylocarpa \| \| \| \| \| \| Pseudocamelina glaucophylla \| \| \| \| |
|                | Pseudocamelina aphragmodes |
|                | |
|                | Pseudocamelina campylocarpa |
|                | |
|                | Pseudocamelina glaucophylla |
|                | |